# Hans Aslak Guttorm
Hans Aslak Guttorm (* 15. Dezember 1907 in Utsjoki; † 24. März 1992 ebenda) war ein finnisch-samischer Schriftsteller nordsamischer Sprache.

## Leben und Werk
Hans Aslak Guttorm ist im Dorf Outakoski in der Gemeinde Utsjoki geboren und aufgewachsen. Nach der Volksschule besuchte er das Lehrerseminar in Jyväskylä, wo er 1935 seine Prüfung ablegte. Bis 1969 arbeitete er als Lehrer in Inari und Utsjoki. Darüber hinaus war er als Redakteur für die samische Monatszeitschrift Sápmelaš tätig. 1985 wurde er für sein Buch Golgadeamen (nordsamisch, dt. Flussfischen) für den Literaturpreis des Nordischen Rates nominiert.

## Bibliografie
- Koccam spalli: tivtak ja maidnasak, 1940.
- Golgadeamen, 1982.
- Čierru jietna meahcis, 1982.
- Radjajohtin, 1984.
- Iešnjárgga šiljut, 1986.
- Šuvvi jahki, 1996.

### In Anthologie (Original und deutsche Übersetzung)
- Worte verschwinden / fliegen / zum blauen Licht : Samische Lyrik von Joik bis Rap. In: Johanna Domokos, Christine Schlosser, Michael Rießler (Hrsg.): Samica. Band 4. Albert-Ludwigs-Universität Freiburg, Freiburg 2019, ISBN 978-3-9816835-3-0, S. 116–121.